# ダニエル・エミルフォーク
ダニエル・エミルフォーク（フランス語: Daniel Emilfork、1924年4月7日 - 2006年10月17日）は、フランスの舞台俳優兼映画俳優。ウクライナ人とユダヤ人の出身である。

## 概要
チリのサン・フェリペ生まれ。両親は、ウクライナのオデッサ出身。ユダヤ人虐殺から逃れるためチリに定住したのだという。彼が25歳の時チリを離れ、フランスに落ち着いた。チリではホモセクシュアルである自分には居心地が悪かったためだという。
エミルフォークの人相は特異であり、個性的な性格俳優としてジャン＝ピエール・ジュネおよびマルク・キャロ監督の『ロスト・チルドレン』（1995年）などを代表する作品がある。悪役としても活躍した。フェデリコ・フェリーニ監督の『カサノバ』（1976年）やロマン・ポランスキー監督の『ポランスキーの パイレーツ』（1986年）などにも出演した。
エミルフォークのフランス語の声とアクセントは極めて持ち味があり、フランス国内ではファンクラブができるほど人気があった。

## 参照
1. ↑  “アーカイブされたコピー”. 2007年9月28日時点のオリジナルよりアーカイブ。2006年10月19日閲覧。
2. ↑  El Periodista - CUANDO SER GAY NO ERA UN PROBLEMA